# The Making of Pump
A The Making of Pump az amerikai Aerosmith együttes videója, amely VHS kazettán jelent meg 1994-ben, majd DVD-n 1997-ben. A kiadványt a Sony kiadó jelentette meg. Az anyag egy dokumentumfilmet tartalmaz, amely a Pump album elkészítését mutatja be, interjúkkal kiegészítve. A RIAA adatai alapján aranylemez minősítést szerzett.

## Közreműködők
- Tom Hamilton
- Joey Kramer
- Joe Perry
- Steven Tyler
- Brad Whitford
- Bruce Fairbairn